# Східнословацька низовина
48°30′ пн. ш. 22°00′ сх. д. / 48.5° пн. ш. 22° сх. д.

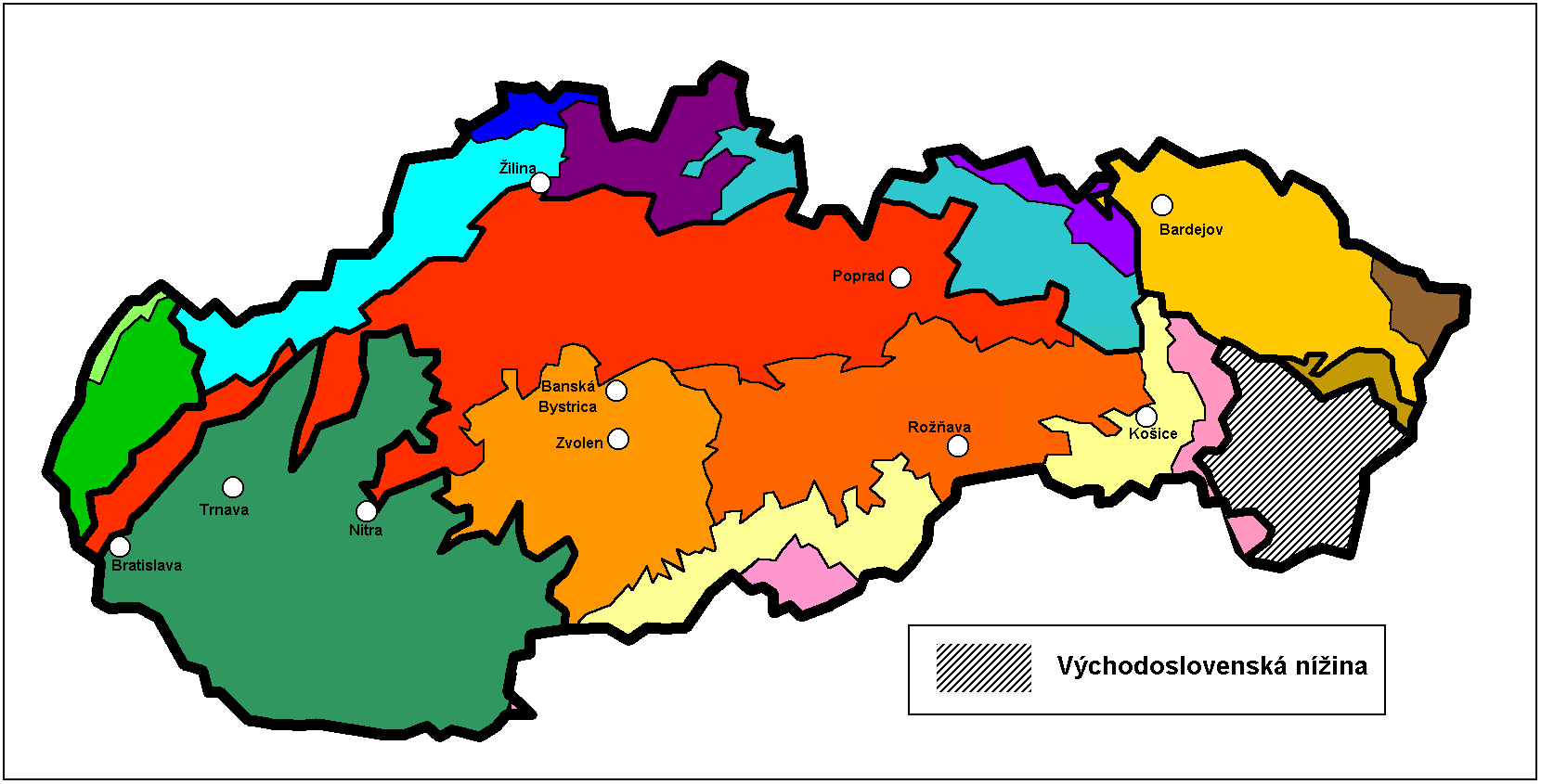
Східнословацька низовина на мапі Словаччини (сірим)

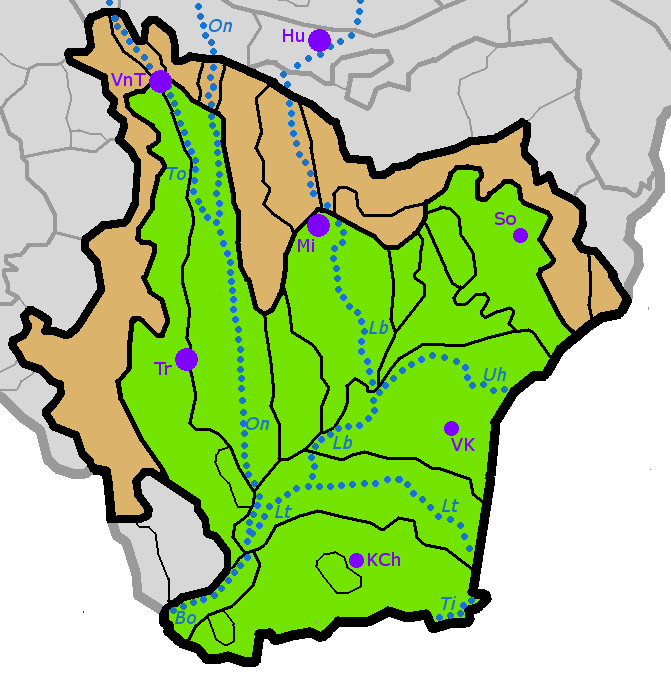
Східнословацька рівнина
Східнословацька височина

Схі́днослова́цька низовина́ (словац. Východoslovenská nížina) — низовина, частина Великого Альфельду, розташована на південному сході Словаччини, Кошицький край. Має поділ на Східнословацьку височину і Східнословацьку рівнину. На території низовини розташовані східнословацькі міста Вельке Капушани, Вранов-над-Топльоу, Кралевські Хлмець, Михайлівці, Сечовце, Собранце, Требішов.
На півдні обмежена кордоном з Угорщиною, на сході — з Україною, на заході — Сланськими Врхами, на півночі — Ондавською височиною і Вигорлатом.

## Характеристика
Східнословацька низовина — велика рівнинна область із середнєю висотою над рівнем моря 150—200 метрів. Лише кілька пагорбів мають висоту вище 200 метрів, (Тарбуцка (277 м) або Велький Врх (272 м)). Винятком є пагорб Розглядня на кордоні з Угорщиною, який має висоту 469 м. У Стреда-над-Бодрогом знаходиться найнижче місце в Словаччині з висотою над рівнем моря 94 м.
Східнословацька низовина має файні умови для сільського господарства. Саме тут розташовується словацька частина Токаю. Більшість території розорано і зайнято садами і виноградниками. У заплавах річок розташовуються діброви.
Тереном Східнословацької низовини протікає багато річок. Найважливішими є Ондава, Топля, Лаборець і Латориця, які впадають у Бодрог. Середні температури січня коливаються між і -2 -4 °C, середньорічна температура близько 9 °C.